# بيلي ميتشيل (لاعب كرة قدم)
بيلي ميتشيل (بالإنجليزية: Billy Mitchell)‏ هو لاعب كرة قدم بريطاني، ولد في 7 أبريل 2001 في إنجلترا في المملكة المتحدة. لعب مع نادي ميلوول.